# Davi Rodrigues de Jesus
Davi Rodrigues de Jesus (sinh ngày 6 tháng 4 năm 1984) là một cầu thủ bóng đá người Brasil.

## Sự nghiệp câu lạc bộ
Davi Rodrigues de Jesus đã từng chơi cho Albirex Niigata.

## Thống kê câu lạc bộ

### J.League
| Đội             | Năm       | J.League | J.League | J.League Cup | J.League Cup | Tổng cộng | Tổng cộng |
| Đội             | Năm       | Trận     | Bàn      | Trận         | Bàn          | Trận      | Bàn       |
| --------------- | --------- | -------- | -------- | ------------ | ------------ | --------- | --------- |
| Albirex Niigata | 2008      | 10       | 0        | 3            | 0            | 13        | 0         |
| Tổng cộng       | Tổng cộng | 10       | 0        | 3            | 0            | 13        | 0         |